# Insolvenční správce
Insolvenční správce je jeden z procesních subjektů insolvenčního řízení. Hlavními činnostmi insolvenčního správce je nakládání s majetkovou podstatou dlužníka a v případě konkursu odpovědnost za zpeněžení majetku, řešení insolvenčních a dalších sporů, ve kterých se jedná ze strany dlužníka. Cílem činností insolvenčního správce je maximalizovat uspokojení pohledávek věřitelů.
Za dřívějšího zákona č. 328/1991 Sb., o konkursu a vyrovnání, měl obdobné postavení správce konkursní podstaty (konkursní správce).

## Oprávnění k funkci
Oprávnění vykonávat činnost insolvenčního správce mají v Česku fyzické osoby a veřejné obchodní společnosti (příp. obdobná zahraniční společnost) splňující zákonem stanovené podmínky, na základě kterých získá povolení. Mezi tyto podmínky patří u fyzických osob a ohlášených společníků veřejných obchodních společností především bezúhonnost a kvalifikační předpoklady (dosažené vzdělání a složení zkoušky). Insolvenční zákon požaduje vysokoškolské magisterské vzdělání a složení náročných správcovských zkoušek. Po splnění všech výše zmíněných požadavků musí daná osoba podat návrh na zápis do seznamu insolvenčních správců. V rozsáhlejším insolvenčním řízení a ve speciálních případech smí funkci vykonávat jen insolvenční správce se zvláštní způsobilostí, splňující ještě přísnější podmínky.

## Role správce v insolvenčním řízení
Prvního insolvenčního správce ustanovuje soud. Může tak učinit ještě před rozhodnutím o úpadku, pak se jedná o předběžného správce. V rozhodnutí o úpadku se již ustanovuje řádný insolvenční správce. Schůze věřitelů může kvalifikovanou většinou (tj. reprezentující většinu objemu) všech přihlášených pohledávek správce odvolat z funkce a zvolit si nového. Insolvenčního správce může odvolat či zprostit funkce také soud, a to na návrh správce či věřitelského výboru nebo pokud správce neplní své povinnosti.
Před první schůzí věřitelů insolvenční správce sestaví seznam přihlášených pohledávek (podle přihlášek, které mu poskytne soud). Každou pohledávku přezkoumá a rozhodne, zda ji uznává nebo zda ji popírá co do výše či pravosti. Tento seznam s informacemi o uznání/popření pohledávky pak čte na přezkumném jednání, které předchází schůzi věřitelů. Pokud nelze všechny pohledávky přezkoumat, koná se pro nepřezkoumané pohledávky později zvláštní přezkumné jednání. Věřitelé se mohou proti popření své pohledávky bránit buď přímo u správce (který může vzít popření zpět, typicky na základě důkazů předložených věřitelem) nebo cestou žaloby proti správci.
Nemůže-li správce nezaujatě přezkoumat některé pohledávky (např. proto, že působí i v insolvenčním řízení s věřitelem, který pohledávku přihlásil), ustanoví soud pro přezkum těchto pohledávek odděleného správce. Dále může soud ustanovit zvláštního správce pro některé činnosti v insolvenčním řízení (pokud je třeba zvláštní odbornost), například pro zpeněžování majetku.
Činnost insolvenčního správce je kontrolována insolvenčním soudem a věřitelským výborem, případně zástupcem věřitelů. Některé úkony správce jsou podmíněny souhlasem soudu a věřitelského výboru (podle druhu úkonu buď konkrétního z nich nebo obou). Věřitelský výbor také schvaluje hotové výdaje insolvenčního správce.
Pokud je úpadek dlužníka řešen konkursem, má insolvenční správce dispoziční právo. To znamená, že disponuje majetkovou podstatou dlužníka, spravuje ji a rozmnožuje; může provozovat obchodní závod dlužníka, pokud je dlužník podnikatelem. Za zákonem stanovených podmínek správce majetkovou podstatu zpeněžuje, a to buď jako celek nebo po částech. Přednostním způsobem zpeněžování je dražba, se souhlasem věřitelského výboru a soudu lze zpeněžovat i mimo dražbu.
Při řešení úpadku reorganizací (v případě podnikatele) nebo oddlužením (v případě nepodnikající fyzické osoby) má insolvenční správce roli dozorovou. Majetková podstata je v dispozici dlužníka. V případě, že insolvenční soud uloží dlužníkovi povinnost vydat majetek ke zpeněžení v rámci výroku usnesení o schválení oddlužení plněním splátkového kalendáře se zpeněžením majetkové podstaty, získává dispoziční oprávnění nakládat s tímto majetkem insolvenční správce) Insolvenční správce kontroluje dodržování podmínek schválených soudem a převádí získané finanční prostředky věřitelům.

## Odměna správce
Odměna insolvenčního správce a jeho hotové výdaje související s činností v daném insolvenčním řízení jsou pohledávkami za majetkovou podstatou. Uspokojují se přednostně, a to buď z majetkové podstaty nebo ze zaplacené zálohy na insolvenční řízení (byla-li taková). Výše odměny je stanovena právní úpravou. Při konkursu je odvozena od úspěšnosti zpeněžení majetkové podstaty. Při reorganizaci nebo oddlužení je placena pravidelně z prostředků dlužníka, resp. z jeho příjmů. O placení záloh na odměnu rozhoduje soud.
Od začátku roku 2014 zvýšilo Ministerstvo spravedlnosti České republiky provize insolvenčních správců a nastavila je formou progrese. Odměny z majetku prodaného v insolvenčním řízení jsou 25 % jeho hodnoty. Majetek s prodejní cenou nad půl milionu korun je dále s bonusem 20 % a nad milion 15 %.